# Konráð Gíslason
Konráð Gíslason, född den 3 juli 1808 på Löngumýri i Skagafjörður, död den 4 januari 1891 i Köpenhamn, var en isländsk språkforskare. Hans far var författaren Gísli Konráðsson.
Konráð Gíslason studerade i Köpenhamn från 1831, blev lektor i fornnordiska språk vid Köpenhamns universitet 1848, titulärprofessor 1853 och var därefter ordinarie professor 1862–86. År 1868 blev Konráð Gíslason hedersdoktor vid Lunds universitet. Han gjorde en viktig insats genom att tillsammans med Jónas Hallgrímsson utge den för nyisländsk kultur epokgörande tidskriften Fjölnir (1835–47). 
Som vetenskapsman framträdde han först som textutgivare med en upplaga av Hrafnkels saga tillsammans med P.G. Thorsen 1839. Senare utgav han bland annat Fostbrödrasagan (1852) och tillsammans med Eiríkur Jónsson Njáls saga 1875. Även som grammatiker var Konráð Gíslason betydande, särskilt genom Um frumparta islenzkrar túngu i fornöld (1846). 
Från 1866 ägnade han sig främst åt tolkningen av skaldepoesien och publicerade bland annat Nogle Bemærkninger om Skjaldedigtenes Beskaffenhet i formel Henseende 1872. Efter Konráð Gíslasons död utgavs i 2 band Efterladte Skrifter (1895–97). Konráð Gíslason var framförallt detaljforskare, utmärkt av betydande skarpsinne och en ytterlig noggrannhet, som ibland gränsade till pedanteri.
Därutöver publicerade han, förutom talrika uppsatser (i universitetsprogram, i Det Kongelige Nordiske Oldskriftselskabs årsböcker osv.), ett stort dansk-isländskt lexikon, Dönsk orðabók (1851), varjämte han även betydligt medverkade i utarbetandet av Richard Cleasbys och Guðbrandur Vigfússons isländsk-engelska lexikon.

## Utmärkelser
- Riddare av Dannebrogorden,  1860[2]
- Dannebrogsmännens hederstecken,  1876[2]

[Redigera Wikidata]